# Sfærisk linse
 Der er for få eller ingen kildehenvisninger i denne artikel, hvilket er et problem. Du kan hjælpe ved at angive troværdige kilder til de påstande, som fremføres i artiklen.

En sfærisk linse er en optisk linse, hvor hver side har form som et udsnit af en sfære. Hver side har således én krumning, men siderne behøver ikke være ens. Brændvidden for en sfærisk linse kan beregnes ud fra krumningerne og linsens brydningsindeks vha. linsemagerens ligning. Sfæriske linser er en simpel form til linser, men jo længere det indkommende lys er fra centrum, jo større vil den sfæriske aberration være.
Cylindriske linser er en lignende type linser, hvor hver side er udsnittet af en cylinder.